# (24303) Michaelrice
(24303) Michaelrice est un astéroïde de la ceinture principale.

## Description
(24303) Michaelrice est un astéroïde de la ceinture principale. Il fut découvert le 16 décembre 1999 à Fountain Hills (Arizona) par Charles W. Juels. Il présente une orbite caractérisée par un demi-grand axe de 2,29 UA, une excentricité de 0,18 et une inclinaison de 6,2° par rapport à l'écliptique.

## Compléments